# Мегасайенс
Мегасайенс (или мегасайнс, мега-сайенс от англ. MegaScience — «Меганаука») — крупные дорогостоящие международные научные и исследовательские комплексы, а также название класса уникальных научных установок в классификации Минобрнауки в Национальном проекте «Наука» (2018).

## Описание

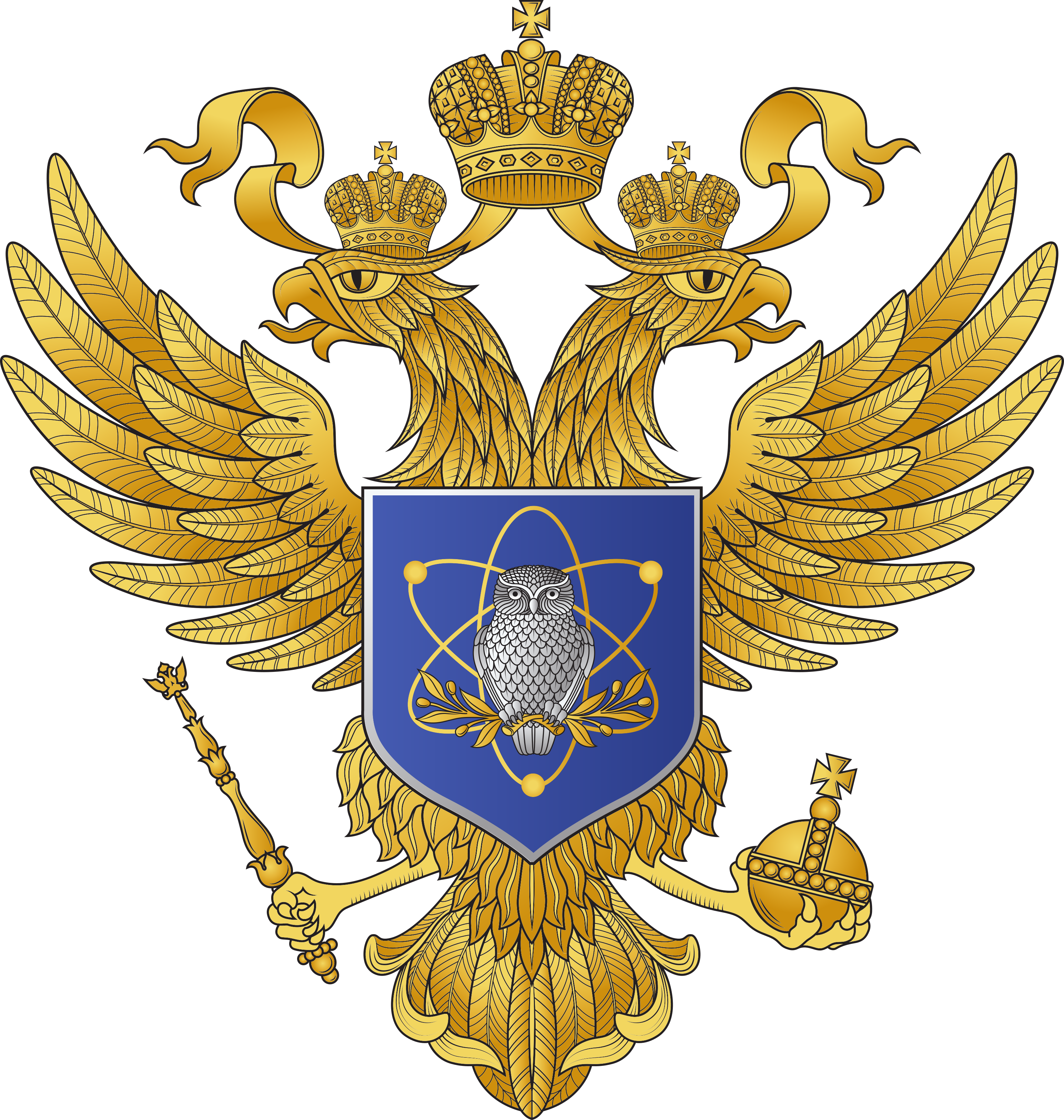
Эмблема Министерства науки и высшего образования Российской Федерации

Необходимым условием для того, чтобы проект отнесли к классу «мегасайенс», является наличие научной программы, позволяющей выйти за рамки современных знаний в области фундаментальных наук и открывающей новые возможности в развитии технологий. Это предусматривает создание и развитие сети исследовательских установок, превосходящих по техническим характеристикам, параметрам и достижимым возможностям существующие в мире. Создание и эксплуатация их может происходить на основе международного научно-технического сотрудничества.
Создание инфраструктуры, обеспечивающей осуществление научной, научно-технической и инновационной деятельности, включающей в том числе информационные системы, уникальные научные установки, установки класса «мегасайенс», позволит осуществлять исследования и разработки на мировом уровне.
15 мая 2018 года Минобрнауки было разделено на два отдельных министерства — Министерство просвещения и Министерство науки и высшего образования. Михаил Михайлович Котюков 18 мая 2018 года стал первым министром науки и высшего образования Российской Федерации, при нём были введены новые бюрократические термины, в том числе Проект мегасайенс.
В сентябре 2018 года первый заместитель министра науки и высшего образования Григорий Трубников заявил, что Россия вступила в мировую сеть проектов класса «мегасайенс». 1 октября — впервые в России «наука» была объявлена «национальным проектом» в национальном проекте «Наука». В Минобрнауки считают, что сеть научных мегаустановок появится в РФ в ближайшие 10-15 лет.

## Научные установки и комплексы
Участие России в международных исследовательских комплексах «Мегасайенс» (под руководством Курчатовского института):
- Международный термоядерный экспериментальный реактор (ITER)
- Европейский рентгеновский лазер на свободных электронах (XFEL)
- Большой адронный коллайдер (LHC) в ЦЕРН
- Европейский центр синхротронного излучения (ESRF)
- Европейский центр по исследованию ионов и антипротонов (FAIR)
- Международный эксперимент (Borexino)

Новые и планируемые научные установки класса «мегасайенс»:
- Комплекс сверхпроводящих колец на встречных пучках тяжёлых ионов NICA
- Международный центр нейтронных исследований на базе высокопоточного исследовательского реактора ПИК
- Токамак с сильным магнитным полем (Игнитор)
- Ускорительный комплекс со встречными электрон-позитронными пучками (Супер чарм-тау фабрика)
- Международный центр исследований экстремальных световых полей (ЦИЭС)
- Рентгеновский источник синхротронного излучения четвёртого поколения (ИССИ-4)
- Сибирский кольцевой источник фотонов (СКИФ).